# Belokranjska pogača
La Belokranjska pogača (letteralmente: focaccia della Carniola Bianca) è una focaccia salata tipica della zona di Metlika, in Slovenia.
Il prodotto è ottenuto da un impasto di farina bianca di frumento, acqua, lievito e sale. Avvenuta la lievitatura, la pasta viene stesa fino allo spessore di 1-2 centimetri in una teglia imburrata, incisa a scacchiera (in modo da poterla spezzare facilmente dopo la cottura) e infine spennellata con un uovo sbattuto e spolverata di cumino e sale grosso. La focaccia viene quindi infornata per 20-25 minuti alla temperatura di 200 - 220 °C.
La Belokranjska pogača è tutelata dal marchio di specialità tradizionale garantita dell'Unione europea.

## Storia
La ricetta venne probabilmente introdotta nella regione della Carniola Bianca dagli uscocchi, che nei secoli XV-XVI si trasferirono sulla catena montuosa dello Žumberak (Gorjanci) per sfuggire all'invasione turca dei Balcani.
La Belokranjska pogača è citata nelle opere Bajke in povesti o Gorjancih (Racconti e narrazioni dei Gorjanci) di Janez Trdina del 1882 e Kresovanje v Metliki (Festa di San Giovanni a Metlika) di Ivan Navratil del 1849. La ricetta è contenuta nel manuale Dobra kuharica (La brava cuoca) di Minka Vasičeva del 1902, oltre che dall'Enciklopedija jugoslovanske kuhinje (Enciclopedia della cucina jugoslava) di L. Simeonovič del 1967.
I quadretti della focaccia, ottenuti spezzando il pane facilmente lungo le incisioni e senza l'uso del coltello, sono generalmente offerti agli ospiti come benvenuto oppure nella degustazione dei vini sloveni, dal momento che (secondo la tradizione popolare) riescono ad assorbire l'alcol in maniera molto efficace.